# Adonisea bifascia
Adonisea bifascia är en fjärilsart som beskrevs av Jacob Hübner 1827. Adonisea bifascia ingår i släktet Adonisea och familjen nattflyn. Inga underarter finns listade i Catalogue of Life.